# Turkmenskij rajon
Il Turkmenskij rajon, in russo Туркменский район?, è un rajon del Kraj di Stavropol', nel Caucaso.